# Akigawa (Tokyo)
Pour les articles homonymes, voir Akigawa.
Akigawa (秋川市, Akigawa-shi, litt. « Ville de la rivière Aki ») est une ancienne ville du Japon du district de Nishitama ayant existé jusqu'au 1er septembre 1995, date de sa fusion avec le bourg d'Itsukaichi pour former la ville d'Akiruno.

## Géographie

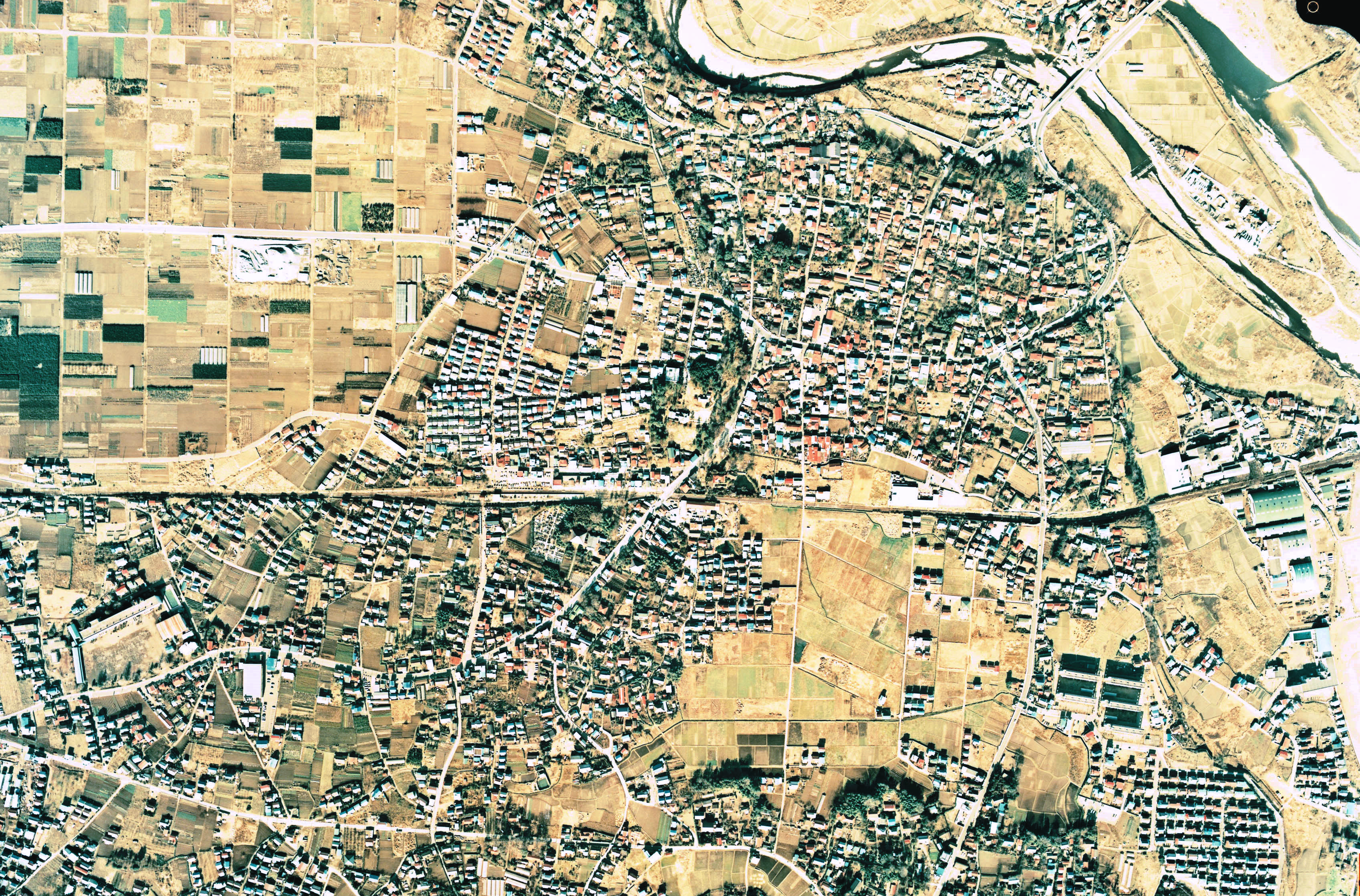
Vue aérienne de la ville d'Akigawa en 1974.

Akigawa est situé dans le district de Nishitama et se situe à environ 45 km du centre-ville de Tokyo. Akigawa est situé à l'est des montagnes du Kanto et de la vallée de la rivière Aki, et est localisé sur le plateau d'Akiru (ja). La ville est traversée par le Tama, l'Aki (en), et le Hirai, et sa portion située dans le bassin de la rivière Aki, au centre de la ville, s'est développé en zone agricole.
Akigawa est logé dans la zone de formation de Loam du Kanto, sur le faille du Kanto, et son altitude varie de 346,1 m à son plus haut à 98 m à son plus bas. D'autres cours d'eau qui passe par la ville incluent le Koi-kawa (鯉川, Koi-kawa) et le Hyosawa-gawa (氷沢川, Hyōsawa-gawa),.

### Villes limitrophes

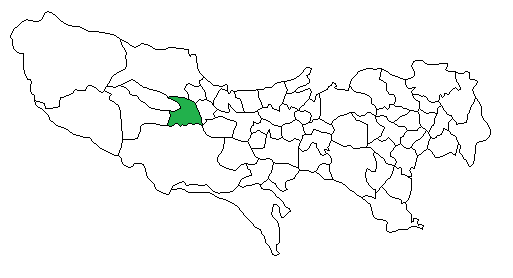
Localisation de l'ancienne ville d'Akigawa dans la région métropolitaine de Tokyo.

## Symboles
Après un vote communautaire, le premier symbole est adopté le 23 novembre 1964,. La faucille au-dessus est en fait le A dans Akigawa, lorsqu'on écrit son nom en katakana (アキガワ), tandis que les trois lignes circulaires sont trois cours d'eau, qui représentaient respectivement les citoyens, le maire et le conseil, dans le but de symboliser l'harmonie et l'unité,. Le drapeau n'avait pas encore été officialisé, mais était représenté par le symbole en blanc sur un mât bleu foncé. Pour célébrer le 20e anniversaire de la constitution de la ville, un nouveau drapeau et symbole sont adoptés par la ville le 1er avril 1992,. La forme organique représente le A dans Akigawa, encore une fois retranscrit en katakana. Le bleu représente les rivières Aki et Hirai et le vert, la nature et les collines du plateau d'Akiru,. Les couleurs du symbole restent les mêmes sur le drapeau et le mât est blanc. La seconde identité visuelle a seulement été utilisée pendant trois ans.
Sa fleur et son arbre officiels sont adoptés le 24 octobre 1972. Son arbre officiel était le chrysanthème d'automne et sa fleur officielle, le Kinmokusei (ja),.
| Trois cercles l'un dans l'autre de couleur violet avec un symbole ア au-dessus. |
| Le premier symbole.                                                             |

| Trois cercles l'un dans l'autre de couleur blanc avec un symbole ア au-dessus sur un fond rectangulaire bleu foncé. |
| Le premier drapeau.                                                                                                 |

| Ovale vert avec forme organique bleue au-dessus. |
| Le nouveau symbole.                              |

| Ovale vert avec forme organique bleue au-dessus sur fond rectangulaire blanc. |
| Le nouveau drapeau.                                                           |

## Histoire
Des pièces de céramique Jōmon retrouvés dans le temple Nishinomiya laissent à penser que le lieu était habité aussi tôt que pendant l'ère Jōmon. L'agriculture s'y est probablement développée pendant la période Yayoi, avec le développement des terres arables de la région. De l'époque Nara jusqu'à l'époque de Heian, le lieu est devenu un site de production de tuiles pour la construction du temple provincial de Tokyo, avant de redevenir un secteur agricole pendant l'époque de Kamakura.
Le 1er avril 1893, le district de Nishitama, dans lequel est située l'actuelle ville d'Akigawa, ainsi que les districts de Minamitama et Kitatama (en) sont incorporés dans la préfecture de Tokyo à partir de la préfecture de Kanagawa. Le 1er avril 1921, les villages de Kusabana (草花村, Kusabana-mura), de Sugao (菅生村, Sugao-mura), de Setooka (瀬戸岡村, Setooka-mura) et de Harakomiya (原小宮村, Harakomiya-mura) sont fusionnés pour créer le village de Tasai (ja) (多西村, Tasai-mura). Le 21 avril est créée la première ligne ferroviaire de l'Itsukaichi Railway (ja), qui passe par l'actuelle ville d'Akiruno ; elle devient la ligne Itsukaichi de Japan Railways en 1944. Le 1er avril 1955, les villages de Tasai, Higashiakiru (東秋留村, Higashiakiru-mura) et Nishiakiru (西秋留村, Nishiakiru-mura) sont fusionnés pour créer le bourg d'Akita (秋多町, Akita-machi).
Durant le miracle économique japonais après la Seconde Guerre mondiale, dans les années 1960, Akita est devenu une ville-dortoir utilisée par les travailleurs de Tokyo. Le 5 mai 1972, le bourg d'Akita décide de devenir la ville d'Akita (秋多市, Akita-shi), mais change de nom pour Akigawa le même jour,. En 1972, Akkigawa avait une population d'environ 30 000 habitants. En 1982, la route nationale 411 (en) est établie, passant de Hachioji à Kōfu, dans la préfecture de Yamanashi, et permet donc de relier Akigawa au réseau routier national. Le 1er avril 1989, la déclaration de faire d'Akigawa une ville de sports et de musique est adoptée. En 1990, la population d'Akigawa atteint les 50 000 habitants. Le 1er septembre 1995, la ville d'Akigawa et le bourg d'Itsukaichi sont fusionnés pour créer la ville d'Akiruno. En date de sa fusion, Akigawa avait presque 55 000 habitants,,,.

## Administration

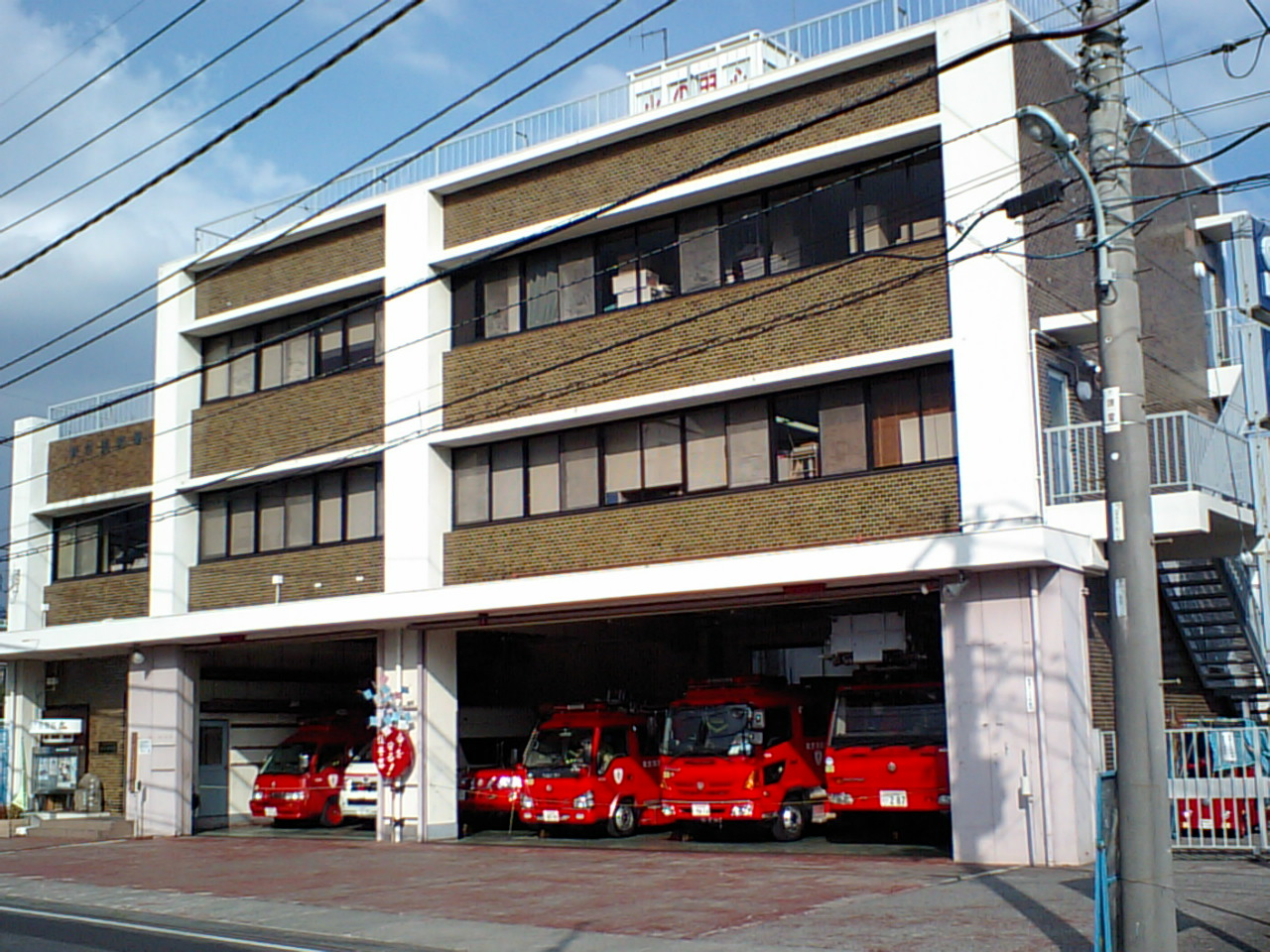
Station de pompiers d'Akigawa.

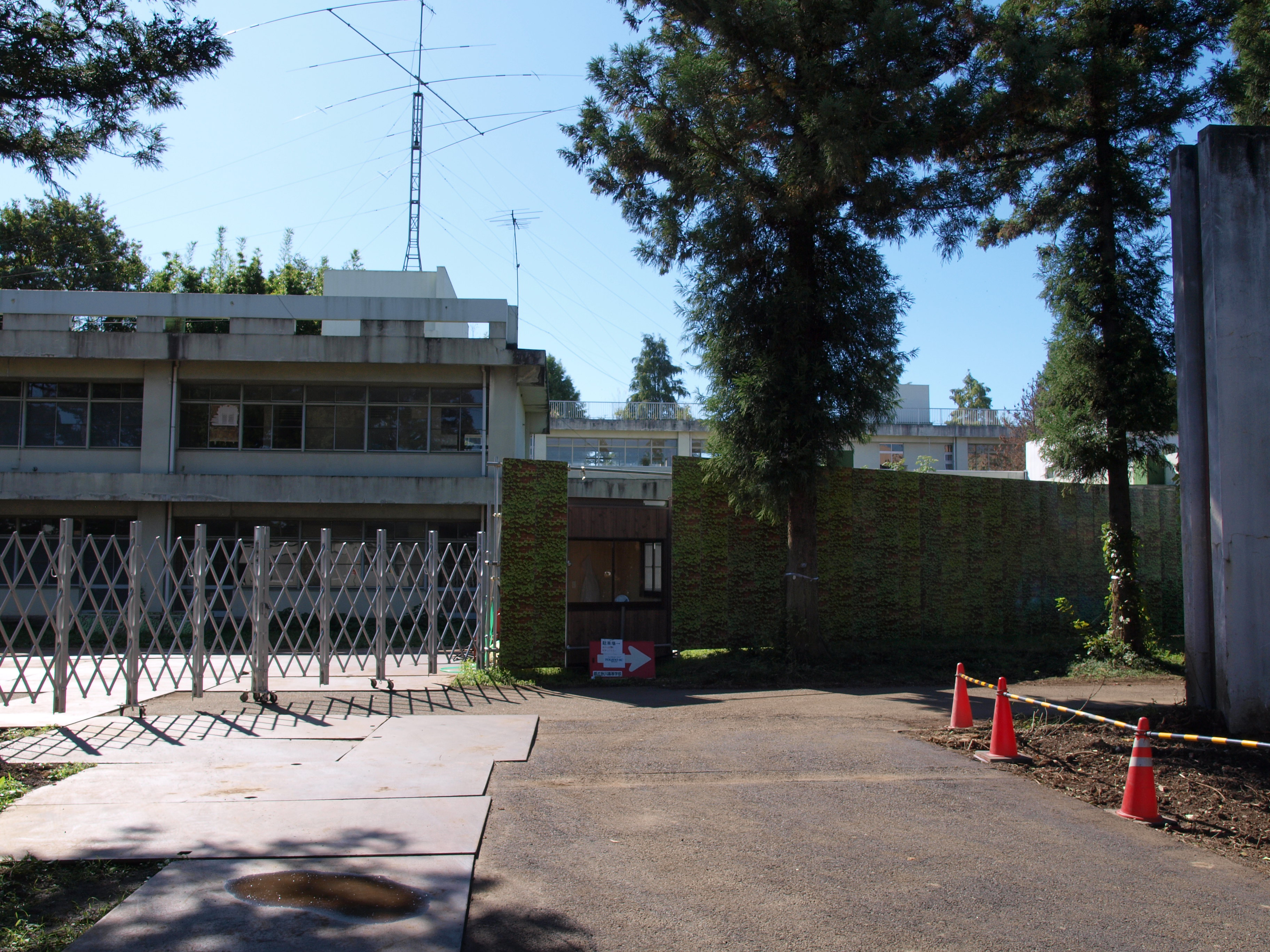
Lycée Akigawa.

### Services
Le siège de la ville était la mairie d'Akigawa (秋川市役所). Les services de police étaient assurés par la Station de police de Fussa (ja), tandis que le service d'incendie était assuré par le Service d'incendie d'Akigawa (ja),. Des décisions étaient en cours pour créer une station de police à Akigawa, mais n'ont pas abouti.
La ville avait aussi plusieurs établissements scolaires sur son territoire :
- Lycées :
  - Lycée Métropolitain Akigawa de Tokyo (ja)
  - Lycée Métropolitain Akirudai de Tokyo (ja)
  - Lycée Sugao de l'Université Tokai (ja)
- Middle-schools :
  - École Intermédiaire Akita (ja)
  - École Intermédiaire Higashi
  - École Intermédiaire Nishi
  - École Intermédiaire Mido (ja)
- Écoles primaires :
  - École primaire Higashiakiru (ja)
  - École primaire Nishiakiru
  - École primaire Tanishi
  - École primaire Yashiro
  - École primaire Minamiakiru
  - École primaire Kusabana
  - École primaire Ichinoya
  - École primaire Maeda

Avant d'avoir appliqué les mesures du système des villes indépendantes, la ville n'avait qu'une école intermédiaire et quatre écoles primaires. Après l'arrivée massive de travailleurs de Tokyo et leurs familles, le nombre d'écoles intermédiaires est passé à quatre et le nombre d'écoles primaires à huit. Une nouvelle garderie a aussi été créée,.

### Subdivisions administratives
- Akigawa
- Akiru (秋留)
- Aburadai (油平)
- Amaai (雨間)
- Ushinuma (牛沼)
- Ogawa (小川)
- Ogawahigashi (小川東)
- Yotsugi (代継)
- Kikkake (切欠)
- Kusabana (草花)
- Shimoyotsugi (下代継)
- Sugao (菅生)
- Setooka (瀬戸岡)
- Ninomiya (二宮)
- Ninomiyahigashi (二宮東)
- Nobe (野辺)
- Harakomiya (原小宮)
- Hikita (引田)
- Hirasawa (平沢)
- Hirasawanishi (平沢西)
- Hirasawahigashi (平沢東)
- Fuchigami (渕上)

## Personnes notables
- Yuka (en) (1980-), actrice et gravure idol.